# Coll de Jougne
El coll de Jougne és un coll situat a França al massís del Jura.

## Geografia
Aquest coll està situat no gaire lluny de la frontera entre França i Suïssa, prop de Vallorbe, que es troba uns quilòmetres més avall del coll, baixant cap a Suïssa. Marca la línia de repartiment de les aigües entre el mar del Nord i el mar Mediterrani, connectant els estanys de l'Orbe al sud-sud-est i el de Doubs al nord-nord-oest.